# (12533) Edmond
(12533) Edmond est un astéroïde de la ceinture principale.

## Description
(12533) Edmond est un astéroïde de la ceinture principale. Il fut découvert le 2 juin 1998 à l'observatoire Zeno à Edmond (Oklahoma) par Tom Stafford. Il présente une orbite caractérisée par un demi-grand axe de 2,57 UA, une excentricité de 0,21 et une inclinaison de 5,0° par rapport à l'écliptique.

## Compléments